# خالد الخميسي
خالد الخميسي

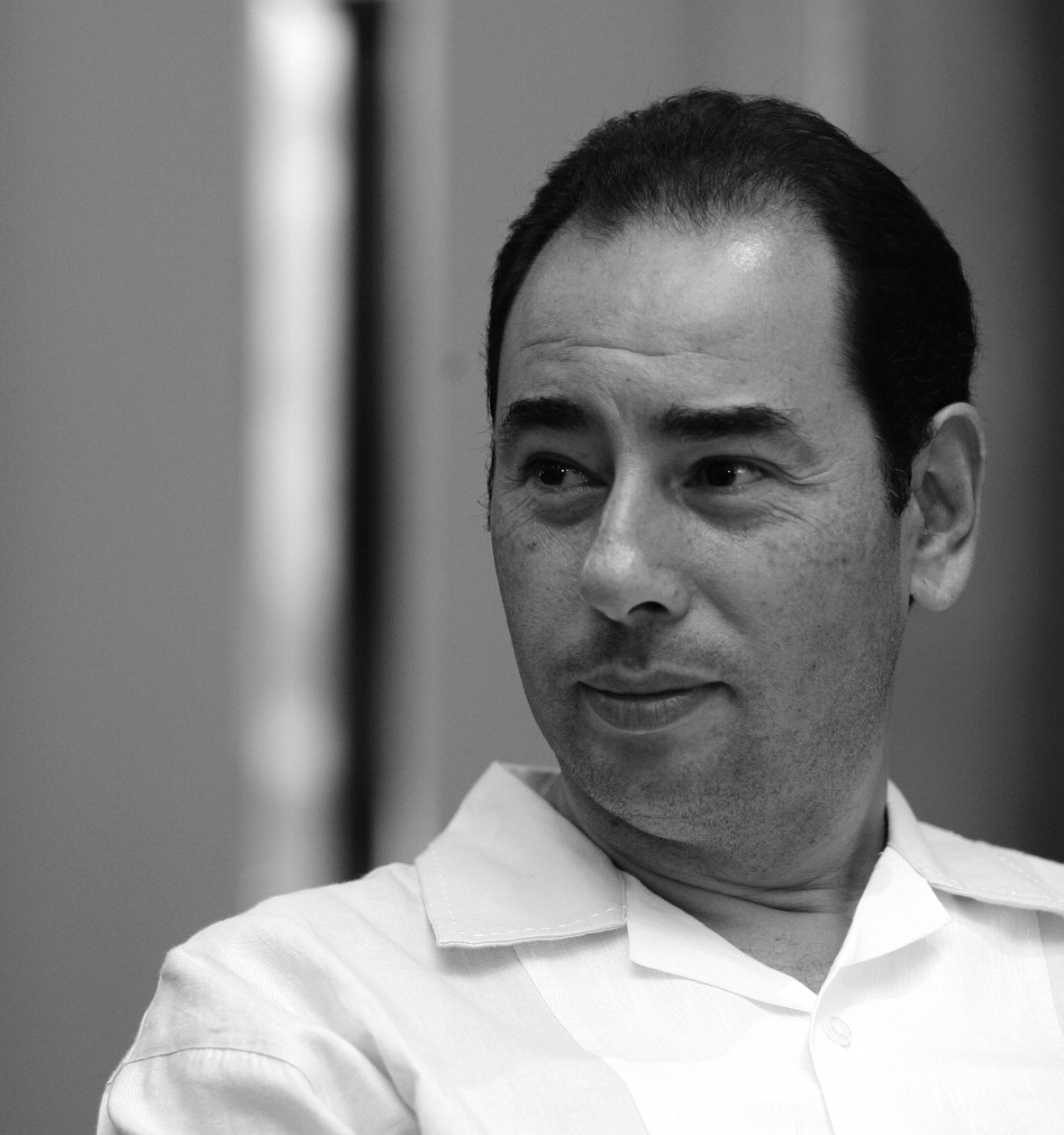
Khaled Al Khamissi

كاتب، ومنتج، ومخرج، من مواليد 1962 بمدينة القاهرة، حاصل على بكالوريوس العلوم السياسية من جامعة القاهرة، وحاصل على الماجيستير في السياسة الخارجية من جامعة السوربون. ويكتب الخميسي حاليا بشكل دوري في عدد من الصحف المصرية والأوربية.
منذ التسعينيات ويشارك خالد الخميسي في مؤتمرات دولية في الحقل الثقافي. شارك مع المنظمة الفرانكفونية والاتحاد الأوربي في العديد من المؤتمرات والفعاليات الثقافية. وشارك في عام 1998 في تأسيس اتحاد منتجي الثقافة في حوض البحر الأبيض المتوسط. كما حاضر في مهرجانات أدبية وثقافية في أكثر من ستين دولة عبر العالم.
أسس الخميسي مؤسسة دوم للثقافة وهي مؤسسة مصرية تهدف لدعم التفكير النقدي في المجتمع المصري.
أسس ويرأس مهرجان الحكي في قنا، وهو أول مهرجان للحكي في مصر والذي ينعقد في شهر مارس من كل عام في محافظة قنا.
أسس ويرأس مهرجان القراءة الأدبية في المنصورة، الذي ينعقد في نوفمبر من كل عام.
يشغل الخميسي حاليا منصب رئيس مجلس إدارة مكتبة القاهرة الكبرى.

## كتب الخميسي
- صدر في عام ٢٠٠٧ - تاكسي: صدر كتابه الأول «تاكسي.. حواديت المشاوير» عن دار الشروق، وحقق مبيعات قياسية فور صدوره في مصر والوطن العربي
- صدرت في عام ٢٠٠٩ - رواية سفينة نوح في 2009 عن دار الشروق
- صدر في عام ٢٠١٣ - كتاب: "٢٠١١ نقطة ومن أول السطر" ضمن سلسلة ببساطة التي تصدرها مؤسسة دوم للثقافة
- صدرت في عام ٢٠١٨ رواية الشمندر عن دار الشروق.
- تمت ترجمة أعماله إلى العديد من اللغات مثل الإنجليزية، والفرنسية، والإيطالية، والبولندية، والإسبانية، والرومانية، والألمانية، واليونانية، والكورية، والماليزية، واليونانية، وعدد آخر من اللغات.

## وصلات خارجية
- مقالات خالد الخميسي بجريدة الشروق المصرية